# (3030) Vehrenberg
(3030) Vehrenberg ist ein Asteroid des Hauptgürtels, der am 1. März 1981 von S. J. Bus am Siding-Spring-Observatorium entdeckt wurde.
Der Asteroid wurde am 10. September 1984 nach dem deutschen Amateurastronomen und Verleger Hans Vehrenberg benannt, dessen Falkauer Atlas und Atlas Stellarum von vielen Amateur- und Berufsastronomen benutzt werden.